# مسجد كامبونج بيلامبيان
مسجد كامبونج بيلامبيان يقع المسجد في منطقة كامبونج بيلامبيان، والتي تبعد حوالي ستة كيلومترات من مدينة بندر سري بكاوان عاصمة بروناي.

## البناء
تم البدء في بناء مسجد كامبونج بيلامبيان في الثاني والعشرين من شهر سبتمبر من عام 1983، على موقع أرض مساحتها 0.75 فدان، وقد تم الانتهاء من أعمال البناء في شهر فبراير من عام 1984، بلغت تكلفة البناء 450،000.00 دولار .

## الافتتاح
افتتح تم الانتهاء رسميا من قبل معالي وزير الدفاع والخارجية ومدير الرعاية الاجتماعية والشباب والرياضة (الآن وزارة الثقافة والشباب والرياضة)، وذلك في يوم الجمعة التاسع عشر من شهر رجب من عام 1404 هـ الموافق العشرين من شهر أبريل من عام 1984.

## استيعاب المسجد
تبلغ قدرة مسجد كامبونج بيلامبيان الاستيعابية حوالي 600 مصلي في وقت واحد .